# 四裂花黄芩
四裂花黄芩（学名：Scutellaria quadrilobulata），为唇形科黄芩属下的一个植物变种。